# Copitarsia hampsoni
Copitarsia hampsoni là một loài bướm đêm trong họ Noctuidae.